# Imre Stefanovics
Imre Stefanovics (Enying, 31 ottobre 1954 – 30 giugno 2020) è stato un sollevatore ungherese medagliato europeo, che gareggiò nella categoria dei pesi gallo.

## Carriera
Militò nelle squadre EVIG Sportegyesület e Budapesti Honvéd Sportegyesület. Ha partecipato alle Olimpiadi di Montréal del 1976, che valevano anche come campionato mondiale, non terminando la prova dello slancio dopo aver sollevato 110 kg nello strappo, e alle Olimpiadi di Mosca del 1980, anche queste valevoli come campionato mondiale, piazzandosi al sesto posto e vincendo la medaglia di bronzo nello strappo.
Ai campionati europei di Varna del 1979 vinse la medaglia di bronzo, mentre agli europei del 1976 di Berlino Est conquistò il bronzo nello strappo e nello slancio.